# مسح الفقرات الرقبية
مسح الفقرات الرقبية هي العملية التي يقوم من خلالها الأطباء بتحديد ما إذا كان هناك إصابات في فقرات العنق. يمكن أن تتم هذه العملية في قسم الطوارئ أو تحدث في الموقع بواسطة أفراد خدمة الطوارئ الطبية (EMS) المُدرَبين. ويعتمد التالي على معيار نيكسس (دراسة الطوارئ الوطنية باستخدام أشعة إكس). هناك معايير سريرية أخرى شائعة الاستخدام، مثل القاعدة الكندية للفقرات الرقبية.
وكما أن استبعاد إصابة الفقرات الرقبية يتطلب تقييمًا سريريًا وتدريبًا.
وعندما توجد آلية إصابة ذات دلالة، يتم تحديد ما إذا كانت الفقرات الرقبية مستقرة عندما:
- لا يكون هناك ألم عند الضغط على الخط الأوسط الخلفي (تشريح)|الخلفي للـرقبية
- لا يوجد دليل على التسمم
- يكون المريض واعيًا ومدركًا للشخص، والمكان، والوقت، والحدث
- لا يوجد عجز عصبي (طب الجهاز العصبي) بؤري (انظر العلامات العصبية البؤرية)
- لا يوجد تشتت للألم الناتج عن الإصابات (على سبيل المثال، كسور العظام الطويلة)

إذا لم يستوف المريض جميع المعايير المذكورة أعلاه عندئذ يتطلب عمل سلسلة من ثلاثة صور من الأشعة السينية، بالإضافة إلى صورة أشعة في وضع السباحة إذا لم تتضمن الأشعة الجانبية ظهور السطح الفاصل بين الفقرة الرقبية 7 (C7) والفقرة الظهرية 1 (T1). للمصابين بمرض تآكلي للفقرات الرقبية، غالبًا ما يكون تقييم الإصابة من خلال سلسلة أفلام عادية غير كاف.
إذا كان لدى المريض إصابة في الرأس مصحوبة باضطراب في المركز العصبي الحسي، يكون في حالة سُكر، أو أخذ مسكنات قوية، وبالتالي يجب تثبيت الفقرات الرقبية حتى يصبح الفحص السريري ممكنًا.
إذا لم يكن متوقعًا فحص المريض سريريًا خلال 48-72 ساعة بسبب إصابات بالغة في الرأس أو متعددة، فيجب تثبيت الفقرات الرقبية إلى أن يحين موعد الفحص. 64 أشعة مقطعية مع إعادة تركيبهم لا يستبعد تمامًا إصابة الأربطة مما يؤدي إلى عدم ثبات الفقرات الرقبية، ولكنها وسيلة عملية لتحديد غالبية الإصابات في الفقرات الرقبية عند المرضى المتبلدين الإحساس. تعاني أشعة الرنين المغناطيسي للفقرات الرقبية من نتائج إيجابية كاذبة متكررة، مما يُحد من فائدتها.
تكون الحاجة إلى أشعة الرنين المغناطيسي عند وجود عجز بصري بؤري.
يعالج جراحو الأعصاب (جراحة عصبية) أو جراحو العظام أي إصابة مُكتشفة. حاليًا، أغلب المراكز الكبيرة يوجد لديها متخصصون في جراحة الفقرات الرقبية، الذين دُربوا في هذا المجال بعد انتهاء فترة عملهم كمقيمين في مجال العظام والأعصاب.

## معرض صور

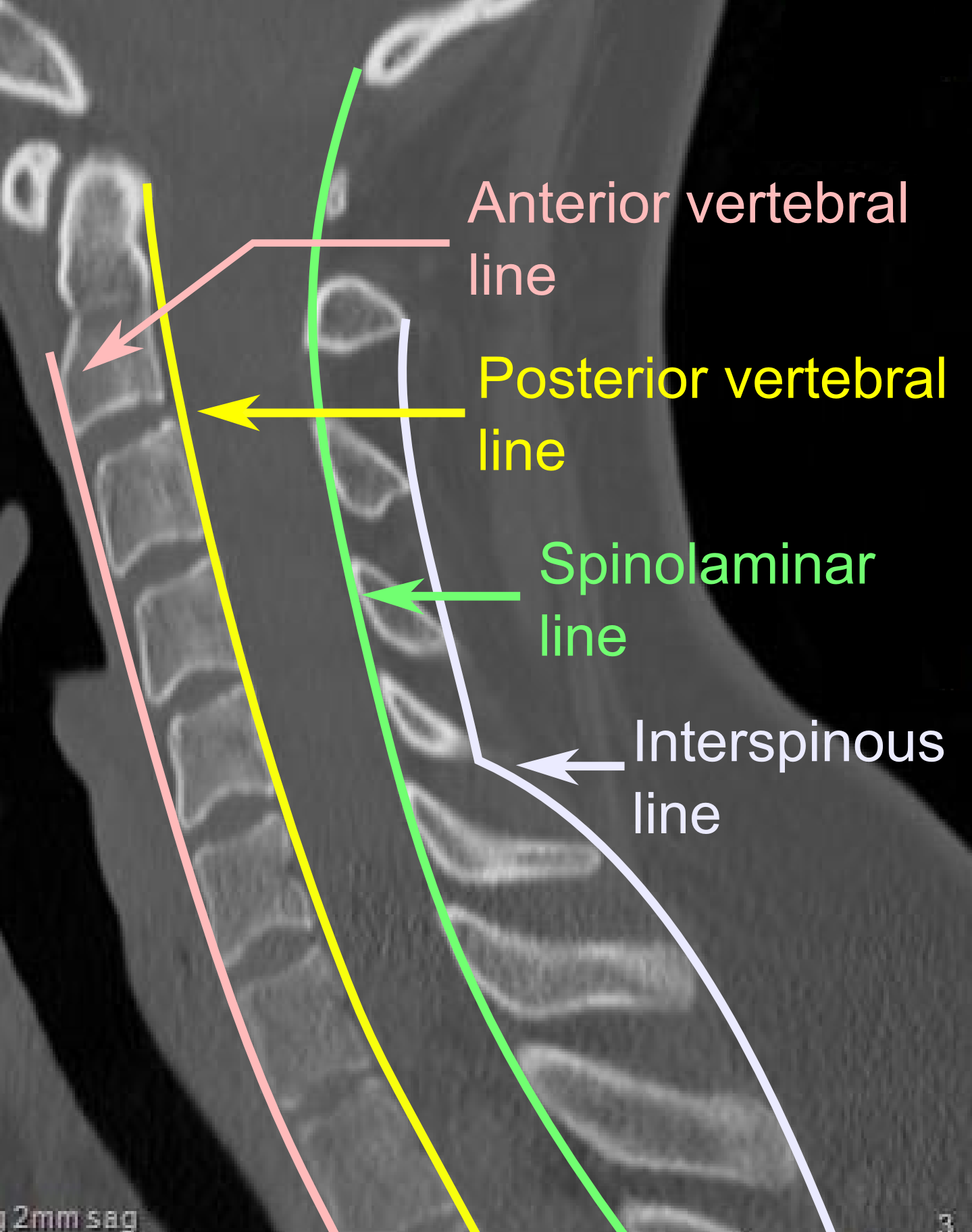
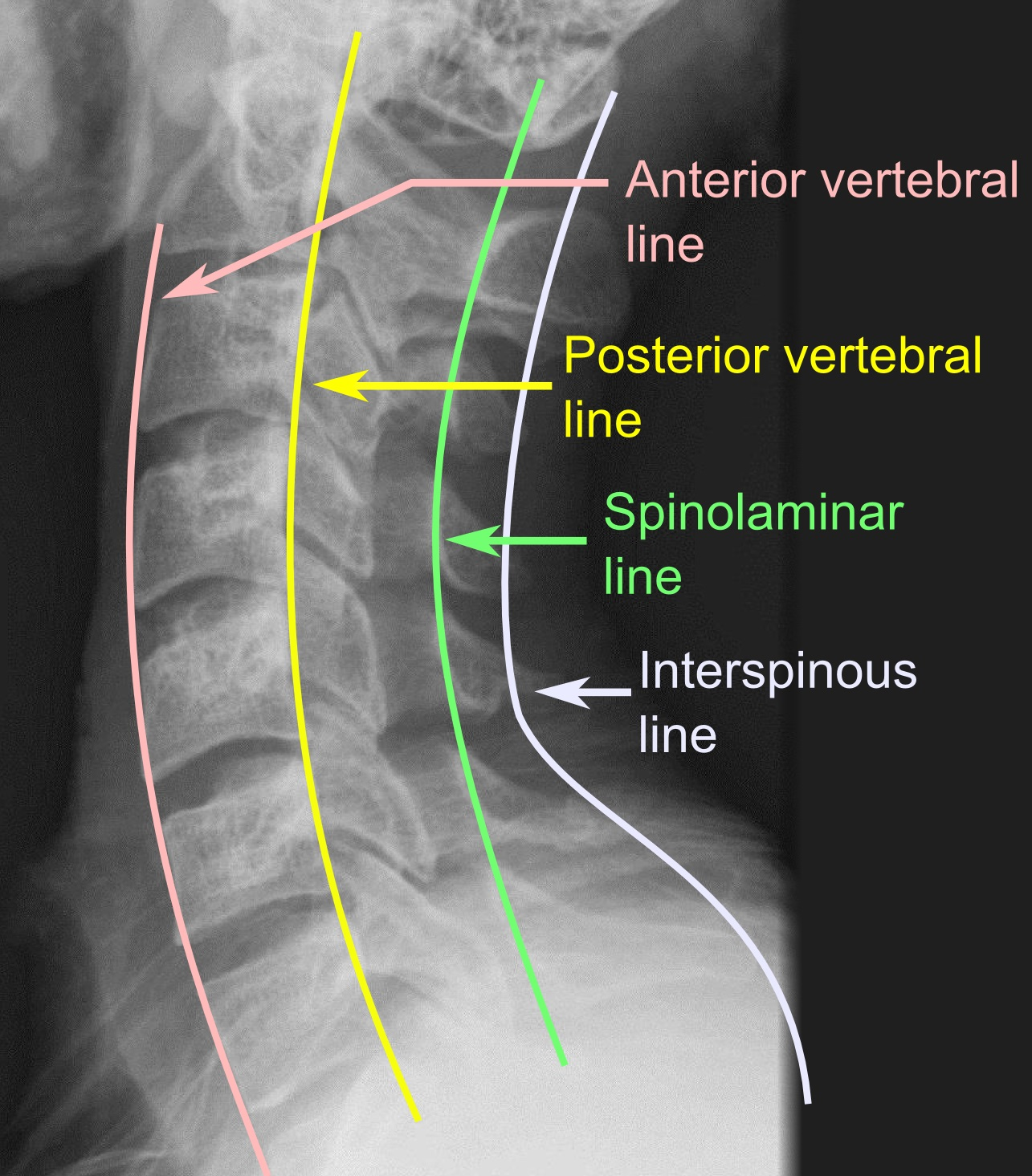
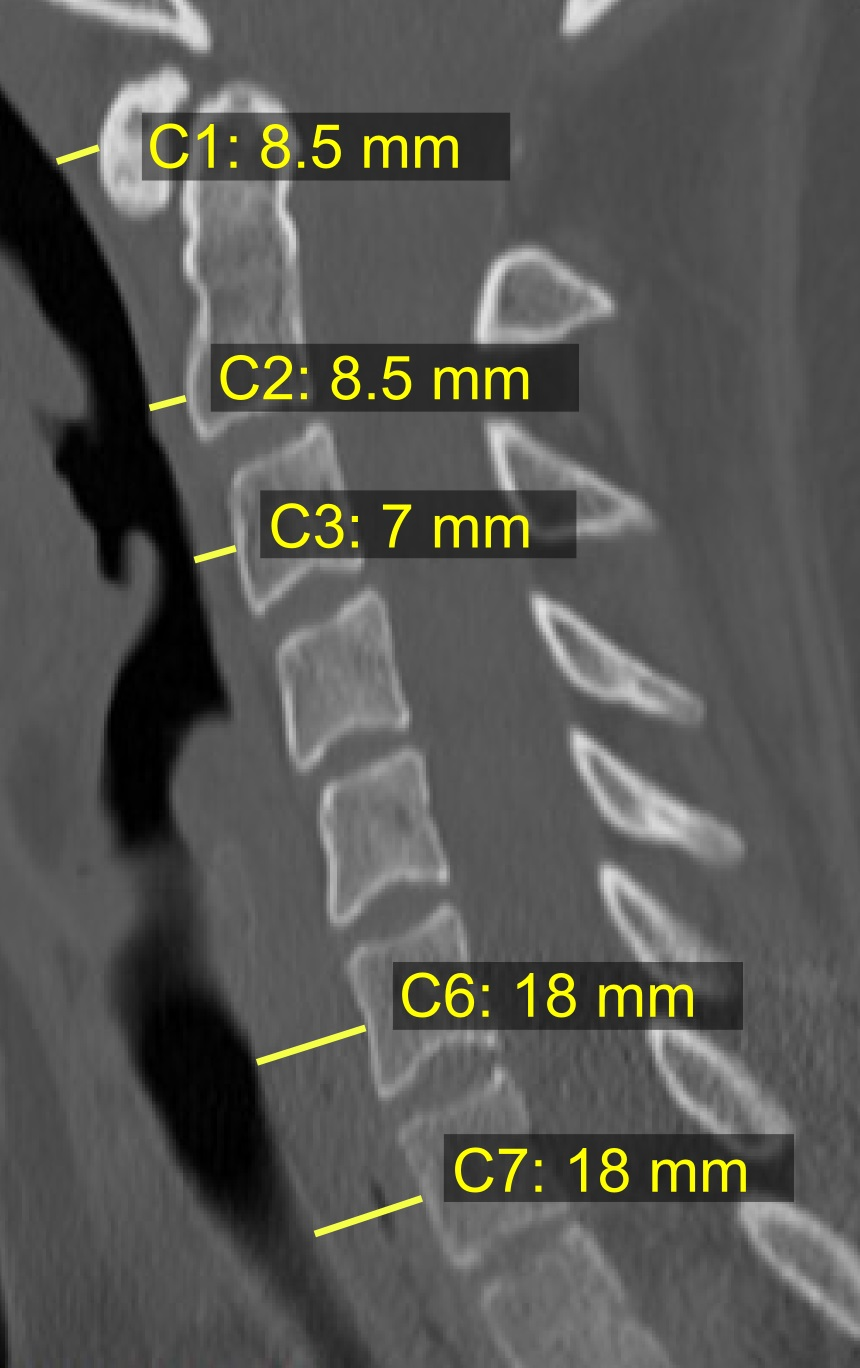

## وصلات خارجية
- Wilderness Medicine Protocols
- State of Maine EMS Protocols